# 圓蓋巨牙天竺鯛
平颊巨牙天竺鲷（学名：Cheilodipterus subalatus）为輻鰭魚綱鈎頭魚目天竺鲷科巨牙天竺鲷属的鱼类，俗名圆鳃盖巨齿天竺鲷。分布于日本、菲律宾、台湾岛等，棲息在珊瑚礁、潟湖，屬肉食性，以甲殼類及小魚為食，生活習性不明。该物种的模式产地在苏拉威西岛。